# موتور شش‌سیلندر خطی

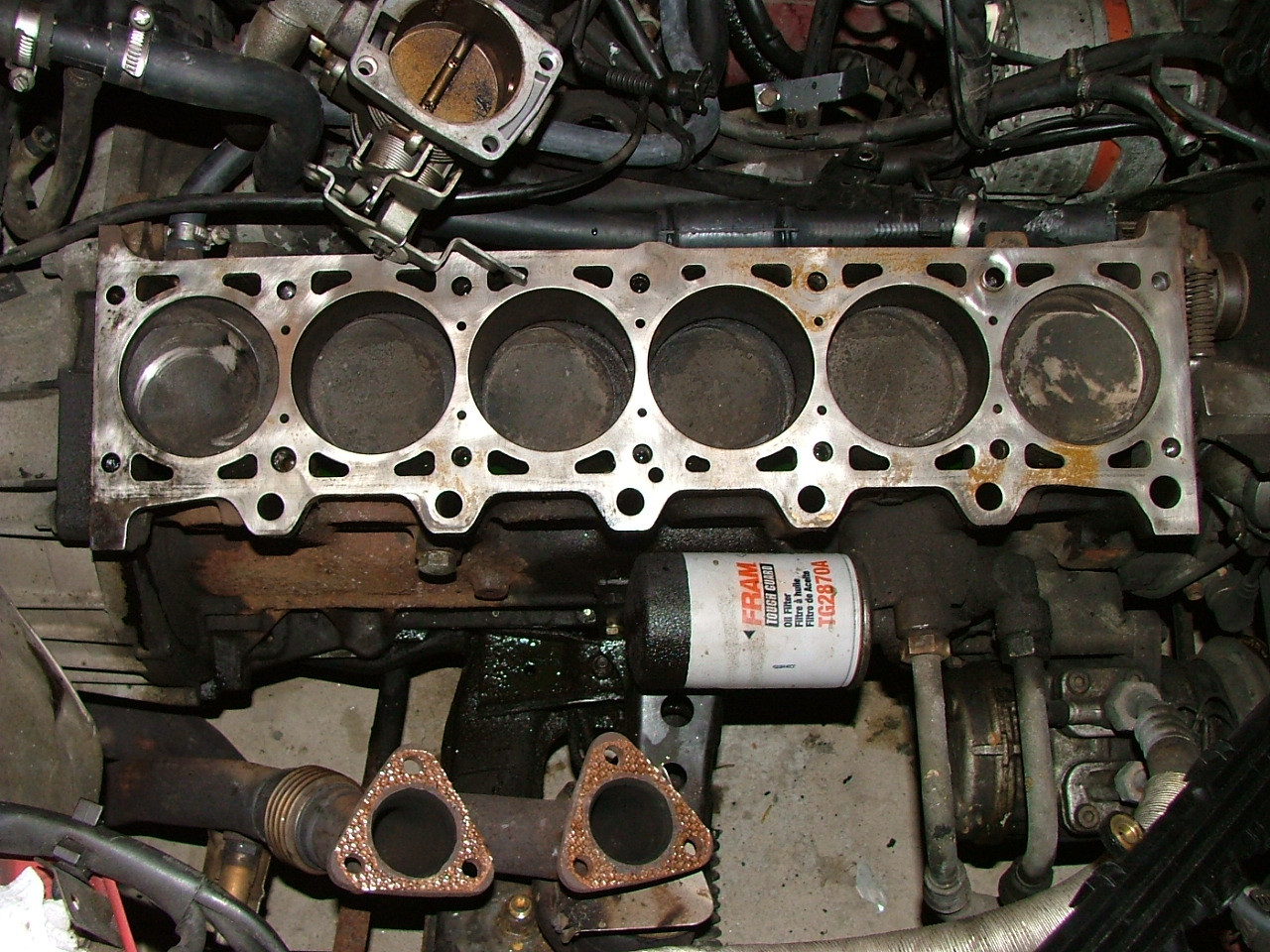
بلوک موتور شش‌سیلندر خطی ب‌ام‌و ام۲۰ (قسمت بالا با سرسیلندر برداشته شده است)

موتور شش سیلندر خطی (انگلیسی: Straight-six engine، که به‌طور خلاصه تر ال۶ یا آی۶ هم نامیده می‌شود) یک نوع موتور درون‌سوز است که دارای شش سیلندر (موتور) است که در کنار هم قرار گرفته‌اند و در یک خط مستقیم در امتداد میل لنگ قرار گرفته‌اند. یک موتور شش سیلندر خطی دارای تعادل کامل موتور اولیه و ثانویه است و در نتیجه ارتعاشات کمتری نسبت به سایر طرح‌های شش سیلندر یا کمتر دارد.
تا اواسط قرن بیستم، طرح شش سیلندر خطی رایج‌ترین طرح برای موتورهای شش سیلندر بود. با این حال، موتورهای V6 به تدریج در دهه ۱۹۷۰ رایج‌تر شدند و تا دهه ۲۰۰۰، موتورهای V6 در اکثر کاربردهای خودروهای سبک جایگزین موتورهای شش سیلندر خطی شدند.

## ویژگی‌ها
از نظر چیدمان، موتورهای شش سیلندر خطی تقریباً همیشه باریک‌تر از موتورهای V6 یا V8 هستند، اما از موتورهای چهار سیلندر خطی، موتورهای V6 و اکثر موتورهای V8 بلندترند. در مقایسه با موتورهای با پیکربندی V با قدرت و حجم موتور مشابه، پیکربندی خطی انژکتورهای کمتری، یک سرسیلندر و یک منیفولد اگزوز دارد که همگی به قابلیت اطمینان و عملکرد بهتر کمک می‌کنند.
موتورهای شش سیلندر خطی معمولاً در حجم‌هایی از ۲ تا ۴ لیتر (۱۲۲ تا ۲۴۴ اینچ مکعب) تولید می‌شوند، با این حال، اندازه موتورها از موتور موتورسیکلت ۰٫۷ لیتری (۴۳ اینچ مکعب) بنلی 750 Sei تا موتور دیزل دریایی دو زمانه Wärtsilä-Sulzer RTA96-C با حجم ۱۰۹۷۲٫۲ لیتر (۶۶۹۵۶۵ اینچ مکعب) متغیر است. به دلیل پیکربندی متعادل آن، حجم موتور شش سیلندر خطی می‌تواند برای کامیون‌های سنگین، لوکوموتیوها، مصارف صنعتی و دریایی به اندازه‌های قابل توجهی افزایش یابد.هنگامی که دو موتور شش سیلندر خطی با یک میل لنگ مشترک جفت می‌شوند، یک موتور وی۱۲ تشکیل می‌شود.

### تعادل و لرزش موتور

تصویر متحرک از یک موتور شش سیلندر خطی با ترتیب احتراق رایج ۱-۵-۳-۶-۲-۴

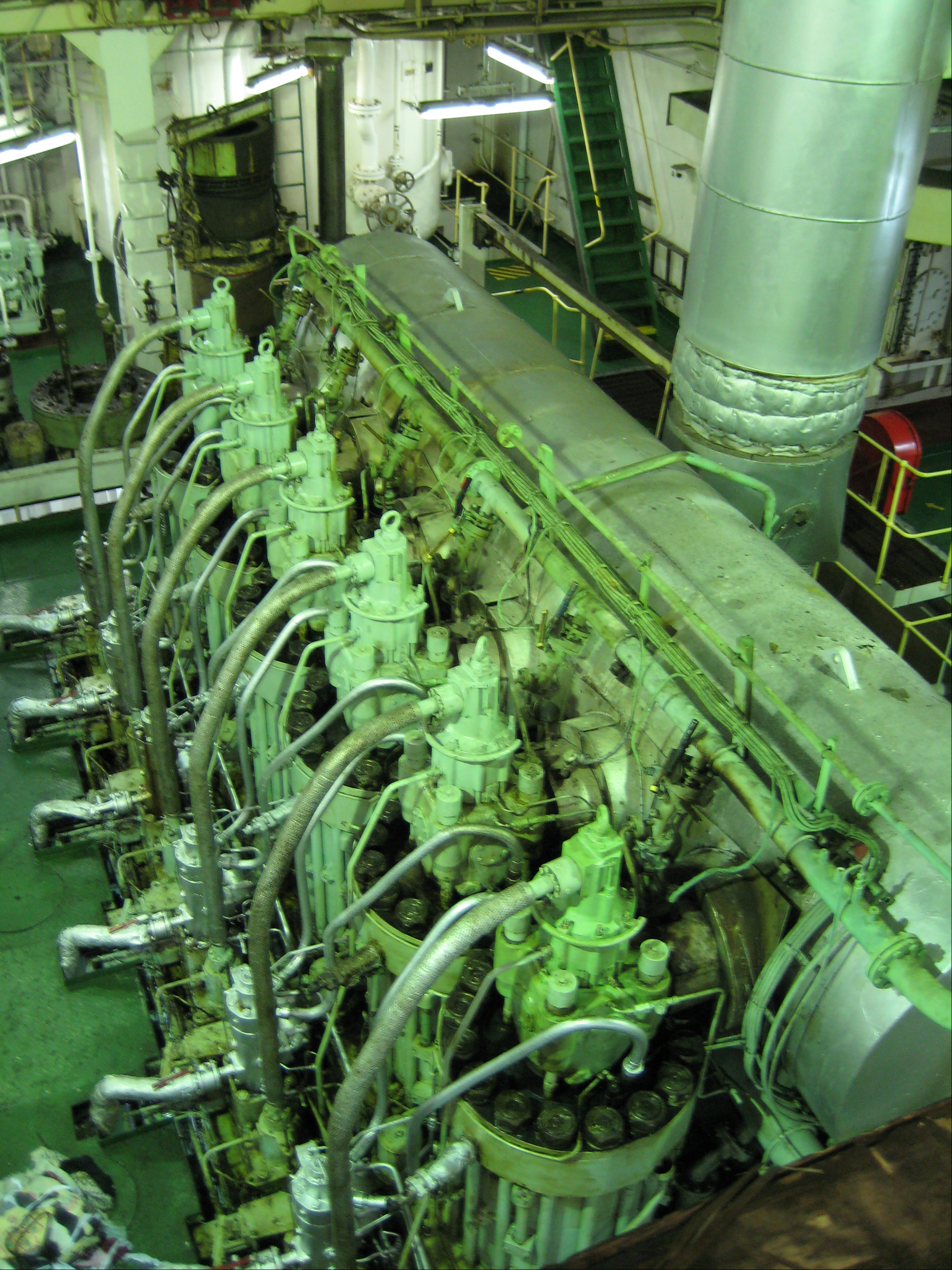
موتور دیزل دریایی ۳۸۹۰ لیتری MAN B&W 6S60MC

اگر از ترتیب احتراق مناسبی استفاده شود، یک موتور شش سیلندر خطی تعادل موتور اولیه و ثانویه کاملی دارد. تعادل اولیه به دلیل حرکت جفتی سه سیلندر جلو و عقب (البته با اختلاف فاز ۳۶۰ درجه) است، بنابراین حرکت گهواره‌ای موجود در یک موتور سه سیلندر خطی را خنثی می‌کند. تعادل ثانویه به دلیل قرارگیری میل‌لنگها در سه صفحه با افست ۱۲۰ درجه است که منجر به صفر شدن مجموع نیروهای غیر سینوسی برای تمام نیروهای آزاد تا مرتبه ششم می‌شود.
ویژگی‌های تعادل موتور یک موتور شش سیلندر خطی به‌طور مطلوبی با موتورهای رایج تر چهار سیلندر خطی، V6 و V8 که عدم تعادل دینامیکی ثانویه قابل توجهی را تجربه می‌کنند و منجر به لرزش موتور می‌شوند، مقایسه می‌شود. با افزایش نیروهای رفت و برگشتی موتور با مکعب قطر پیستون، موتور شش سیلندر خطی پیکربندی ترجیحی برای موتورهای کامیون‌های بزرگ و صنعتی است.

### موتورهای دو زمانه
یک موتور دو زمانه شش سیلندر با احتراق یکنواخت، نیاز به احتراق در فواصل ۶۰ درجه دارد، در غیر این صورت با احتراق همزمان کار می‌کند و انتقال قدرت روان‌تری از یک موتور سه سیلندر خطی نخواهد داشت. به همین دلیل، به چرخش میل‌لنگ با زاویه ۶۰ درجه نیز نیاز دارد. به نظر می‌رسد چنین طرح‌هایی محدود به موتورهای دیزلی مانند سری دیترویت ۷۱، موتورهای دریایی و موتورهای قایق بوده‌اند.
برخی از ۱۲۰ پیکربندی ممکن برای میل‌لنگ، خواص مفیدی دارند. با این حال، همه آنها دارای عدم تعادل راک هستند که بسته به کاربرد، ممکن است به میل تعادل نیاز داشته باشند یا نداشته باشند. شش پیستون با شش فاز منحصر به فرد را نمی‌توان مانند موتور چهار زمانه «جفت» کرد. موتورهای دیترویت از پیکربندی‌ای استفاده می‌کردند که پس از متعادل شدن کوپل راک اصلی، در تمام کوپل‌های راک دیگر نیز تا مرتبه ششم کاملاً متعادل بود. مرکوری از پیکربندی‌ای استفاده کرد که فقط کوپل راک اصلی را لغو می‌کرد و بدون متعادل‌کننده کار می‌کرد.
جرم‌های رفت و برگشتی در تمام پیکربندی‌ها هنوز در صفحه حرکت خود تنها در مرتبه ششم و بالاتر نامتعادل هستند. با این حال، تعادل تبادل انرژی جنبشی بین پیستون‌ها به یک نوسان گشتاور اینرسی باقیمانده از مرتبه ششم و بالاتر در مقایسه با طراحی چهار زمانه که در مرتبه سوم و بالاتر نامتعادل است، بهبود یافته است.

### میل لنگ

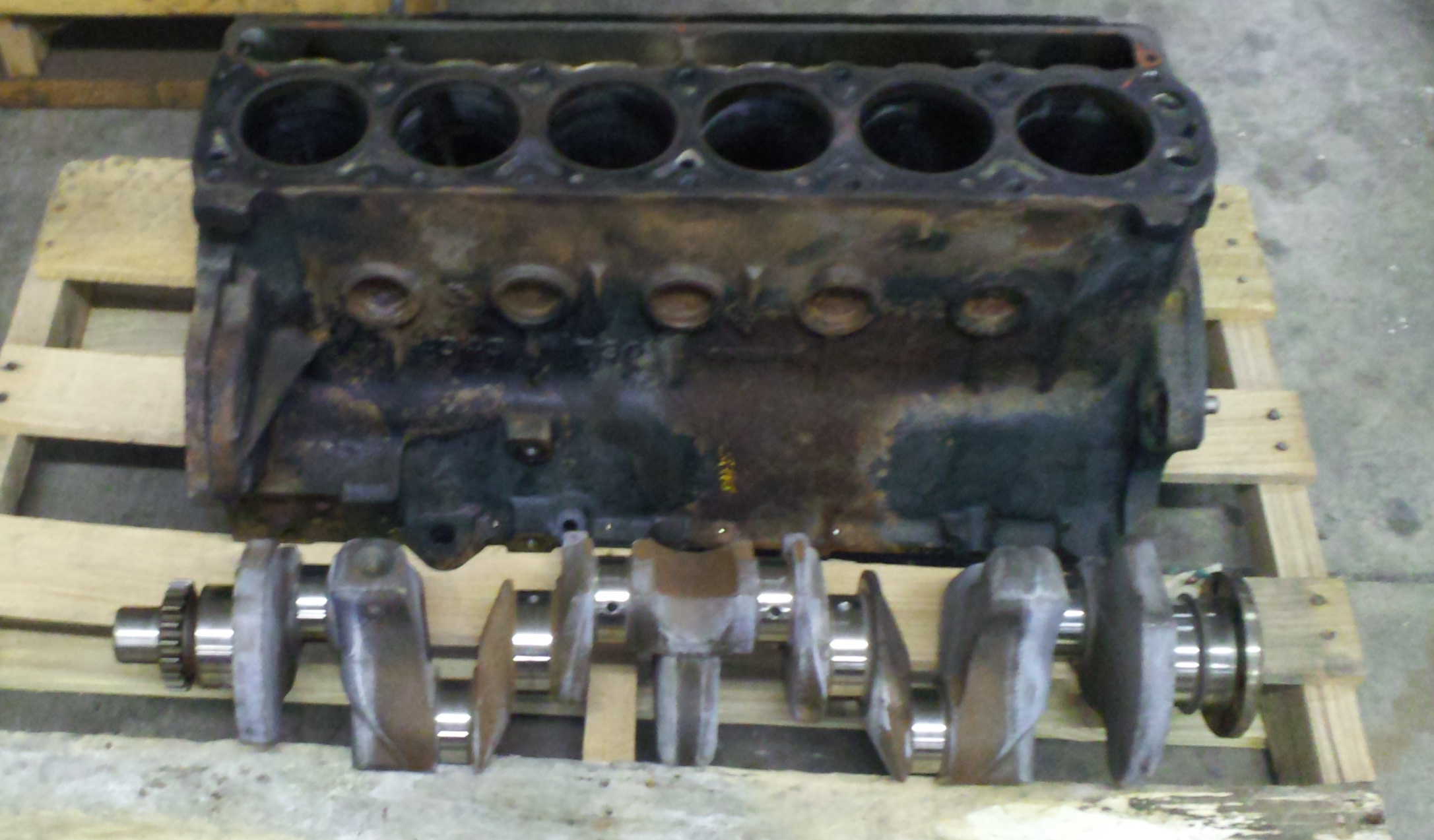
میل لنگ با چهار یاتاقان اصلی

میل‌لنگ‌های موتورهای شش سیلندر خطی معمولاً یا چهار یاتاقان اصلی دارند (یعنی یک یاتاقان بین هر جفت میل‌لنگ و یکی در هر انتها) یا هفت یاتاقان اصلی (یعنی یک یاتاقان بین هر میل‌لنگ):
- موتورهای دیزلی و موتورهای با حجم زیاد معمولاً از هفت یاتاقان برای به حداقل رساندن خمیدگی میل لنگ استفاده می‌کنند. هنگامی که یک موتور در سرعت‌های پایین تحت بارهای زیاد قرار می‌گیرد، فاصله بیشتر بین یاتاقان‌های اصلی باعث افزایش خمیدگی میل لنگ می‌شود. موتورهای مدرن با تراکم بالا، میل لنگ را در معرض بارهای خمشی بیشتری ناشی از فشارهای اوج گاز بالاتر قرار می‌دهند و نیاز دارند که میل لنگ از یاتاقان‌های مجاور پشتیبانی بیشتری داشته باشد؛ بنابراین، استفاده از هفت یاتاقان اصلی برای موتورهای شش سیلندر خطی رایج است.[۶]
- موتورهای کوچک‌تر و با عملکرد بالا معمولاً از چهار یاتاقان استفاده می‌کنند، زیرا داشتن یاتاقان‌های اصلی کمتر، اصطکاک را کاهش داده و سختی پیچشی میل‌لنگ را افزایش می‌دهد. فقدان سختی پیچشی می‌تواند هفت طرح یاتاقان اصلی را در معرض خمش پیچشی و شکستگی احتمالی در سرعت‌های بالای موتور قرار دهد. هرگونه خمش پیچشی در میل‌لنگ با خمش پیچشی میل‌سوپاپ‌های سیلندرهای عقب ترکیب می‌شود، زیرا میل‌سوپاپ‌ها نسبتاً بلند هستند و در معرض خمش پیچشی قرار دارند. در سرعت‌های بالای موتور، ترکیب خمش میل‌سوپاپ و میل‌لنگ منجر به زمان‌بندی نادرست باز شدن سوپاپ‌ها می‌شود که در بدترین حالت می‌تواند باعث برخورد سوپاپ‌ها و پیستون‌ها با نتایج فاجعه‌بار شود.